# 부분과 전체
《부분과 전체》(Der Teil und das Ganze)는 베르너 하이젠베르크가 1969년 쓴 책이다. 물리를 하게 된 동기와 양자역학을 성립시키면서 다른 물리학자들과 나눈 토론 등을 자전적으로 서술하고 있다.

## 차례[1]
1. 원자 이론과의 첫 만남(1919~20)
2. 물리학을 공부하기로 결심하다(1920)
3. 현대 물리학의 `이해`라는 개념(1920~22)
4. 정치와 역사에 대한 교훈(1922-1924)
5. 아인슈타인과의 대화(1925-26)
6. 신대륙으로 떠나는 길(1926-27)
7. 자연과학과 종교에 대한 첫 번째 대화(1927)
8. 원자물리학과 실용주의적 사고방식(1929)
9. 생물학, 물리학, 화학의 관계에 대한 대화(1930-32)
10. 양자역학과 칸트 철학(1930~32)
11. 언어에 대한 대화(1933)
12. 혁명과 대학 생활(1933)
13. 원자 기술의 가능성과 소립자에 관한 토론(1935~37)
14. 정치적 파국에서의 개인의 행동(1937~41)
15. 새로운 시작을 향해(1941-45)
16. 과학자의 책임(1945-50)
17. 실증주의. 형이상학. 종교(1952)
18. 정치적 논쟁과 과학자 논쟁(1956-57)
19. 통일장 이론(1957-58)
20. 소립자와 플라톤 철학(1961-65)

## 참고
- Werner Heisenberg. 《Der Teil und das Ganze》 (독일어). R. Piper & Co. Verlag. ISBN 3492222978.
- 베르너 하이젠베르크 (2020) [2016]. 《부분과 전체》. 유영미 역. 서커스 출판 상회. ISBN 9791187295501.